# Дэвисон, Джон (боксёр)
Джон Дэвисон (англ. John Davison; род. 29 сентября 1958, Ньюкасл-апон-Тайн, Нортамберленд) — британский английский боксёр, представитель легчайшей и полулёгкой весовых категорий. Выступал за сборные Великобритании и Англии по боксу в 1985—1987 годах, победитель и призёр ряда крупных международных турниров, участник чемпионата мира в Рино. В 1988—1993 годах боксировал на профессиональном уровне, владел титулами чемпиона Великобритании и интернационального чемпиона WBC, был претендентом на титул чемпиона мира WBO.

## Биография
Джон Дэвисон родился 29 сентября 1958 года в Ньюкасле, графство Тайн-энд-Уир. Начал заниматься боксом в возрасте 25 лет, по собственному признанию, «чтобы поставить в своём новом кабинете несколько трофеев».

### Любительская карьера
Начинал карьеру как любитель, в 1985 году в полулёгкой весовой категории выиграл серебряную медаль на чемпионате Великобритании в Лондоне, уступив в финале валлийцу Флойду Хаварду. В составе британской сборной отметился выступлением на чемпионате Европы в Будапеште, где уже в 1/8 финала легчайшего веса потерпел поражение от восточногерманского боксёра Клауса-Дитера Кирхштайна. Также в этом сезоне выступил на международном турнире TSC в Берлине.
В 1986 году одержал победу в матчевой встрече со сборной Шотландии в Гейтсхеде. На чемпионате мира в Рино в 1/8 финала легчайшего веса уступил раздельным решением судей представителю ГДР Рене Брайтбарту. Завоевал серебряную награду на Мемориале Феликса Штамма в Варшаве — в решающем поединке был нокаутирован советским боксёром Юрием Александровым.
В 1987 году на чемпионате Великобритании в Лондоне стал бронзовым призёром.
Пытался пройти отбор на летние Олимпийские игры 1988 года в Сеуле, но не сумел этого сделать и решил перейти в профессионалы.

### Профессиональная карьера
Дебютировал на профессиональном уровне в сентябре 1988 года, выиграв у своего соперника по очкам в восьми раундах. В течение двух лет одержал 12 побед и потерпел только одно поражение, завоевал титул интернационального чемпиона в полулёгкой весовой категории по версии Всемирного боксёрского совета (WBC), затем дважды успешно защитил полученный титул.
В мае 1991 года оспорил вакантный титул чемпиона Европейского боксёрского союза (EBU) в полулёгком весе, но единогласным решением судей проиграл другому претенденту, представителю Франции Фабрису Бенишу. При всём при том, позднее в октябре Дэвисон стал обладателем титула интернационального чемпиона WBC во втором легчайшем весе.
В мае 1992 года вновь встретился с Фабрисом Бенишу в бою за титул чемпиона EBU, на сей раз уступил ему решением большинства судей. Позже в сентябре завоевал вакантный титул чемпиона Великобритании в полулёгком весе.
Благодаря череде успешных выступлений в 1993 году Дэвисон удостоился права оспорить титул чемпиона мира в полулёгком весе по версии Всемирной боксёрской организации (WBO), который на тот момент принадлежал колумбийцу Рубену Паласиосу. Однако в последний момент стало известно, что Паласиос провалил тест на ВИЧ — его отстранили от участия в соревнованиях и лишили чемпионского пояса. До начала запланированного вечера бокса оставались два дня, организаторам срочно пришлось искать замену, и оказавшийся в поле зрения промоутеров Стив Робинсон согласился выйти на этот бой. На тот момент Робинсон имел в послужном списке 13 побед и 9 поражений, никто из специалистов и болельщиков не рассматривал его как реального конкурента Дэвисону, но валлийцу всё же удалось удивить общественность — он победил по очкам раздельным решением судей и стал новым чемпионом мира WBO.
В конце 1993 года Джон Дэвисон вышел на ринг против Дюка Маккензи в бою за титул чемпиона Великобритании в полулёгком весе, но проиграл техническим нокаутом в четвёртом раунде, после чего завершил спортивную карьеру.